# Cal Soldat (Anglès)
Cal Soldat és una casa del municipi d'Anglès inclosa en l'Inventari del Patrimoni Arquitectònic de Catalunya. És una casa de dues plantes i golfes del costat dret del carrer d'Avall que fa angle amb la travessera d'Avall i està coberta a dues aigües a façana. Respon a la tipologia de casa medieval.

## Descripció
La planta baixa destaca per les dues petites obertures enreixades, una d'elles emmarcada de pedra i, sobretot, per la porta principal d'entrada, adovellada i de mig punt. Entre la porta d'accés i l'arc hi ha una petita entrada d'uns 40 cm.
El primer pis té dues finestres emmarcades de pedra, una de les quals té un arc conopial lobulat amb traceries gòtiques com a llinda. Les impostes tenen baixos relleus i els carcanyols, decoració geomètrica. El guardapols està motllurat i el bloc de pedra de la imposta esquerra conté un baix relleu figurat amb un lleó rampant. L'altra finestra té l'ampit motllurat i el dintell monolític i horitzontal. Sota l'ampit resten dos blocs de suport de la finestra entre els quals hi ha una obertura que recorda una espitllera.
Les golfes presenten una galeria o badiu de tres finestres senzilles de mig punt i separades per petits pilars amb impostes de rajol.
La façana està totalment arrebossada a excepció dels marcs de pedra de la majoria d'obertures i de les pedres cantoneres des de tres metres del sòl.
Pel que fa a la façana de la travessera d'Avall, també té tres cossos o plantes amb una porta i dues finestres, dues finestres amb balcó i petites finestres per a les golfes.